# Sillota Belén
Sillota Belén ist eine Ortschaft im Departamento Oruro im südamerikanischen Andenstaat Bolivien.

## Lage im Nahraum
Sillota Belén ist zentraler Ort des Kanton Sillota Belén im Municipio Caracollo in der Provinz Cercado. Die Ortschaft liegt auf einer Höhe von 3741 m am Südrand der Salzpfanne Huancaroma, die sich mit einer Größe von etwa 100 km² östlich des Río Desaguadero erstreckt.

## Geographie
Sillota Belén liegt auf dem bolivianischen Altiplano zwischen den Anden-Gebirgsketten der Cordillera Occidental im Westen und der Cordillera Central im Osten. Das Klima der Region ist ein typisches Tageszeitenklima, bei dem die mittleren Temperaturen im Tagesverlauf stärker schwanken als im Jahresverlauf.
Die mittlere Durchschnittstemperatur der Region liegt bei knapp 11 °C (siehe Klimadiagramm Oruro), die Monatsdurchschnittswerte schwanken nur unwesentlich zwischen 6 °C im Juni/Juli und 13 bis 14 °C im November/Dezember. Der Jahresniederschlag beträgt etwa 400 mm, die mittleren Monatsniederschläge liegen zwischen unter 10 mm in den Monaten Mai und August und etwa 80 mm von Januar bis Februar.

## Verkehrsnetz
Sillota Belén liegt in einer Entfernung von 26 Straßenkilometern nordwestlich von Oruro, der Hauptstadt des gleichnamigen Departamentos.
Von Oruro aus führt die nicht asphaltierte Nationalstraße Ruta 31 in nordwestlicher Richtung und über Belén weiter nach La Joya und Huayllamarca und weiter über Totora nach Curahuara de Carangas, wo sie auf die Ruta 4 trifft, die westwärts zur chilenischen Grenze führt.

## Bevölkerung
Die Einwohnerzahl von Sillota Belén ist in den letzten beiden Jahrzehnten auf mehr als das Doppelte angestiegen:
| Jahr | Einwohner | Quelle       |
| ---- | --------- | ------------ |
| 1992 | 133       | Volkszählung |
| 2001 | 415       | Volkszählung |
| 2012 | 332       | Volkszählung |
| 2024 |           | Volkszählung |

In Belén ist die Aymara-Bevölkerung vorherrschend, im Municipio Caracollo sprechen 72,2 Prozent der Bevölkerung die Aymara-Sprache.